# 夕樹七瀬
夕樹 七瀬（ゆうき ななせ）は、 東京都多摩市出身の、SM女王様（ミストレス）。
「きらーん！」の決め台詞で有名。
SM女王界でも屈指のダンスセンス。少女時代から器械体操を学び、高校時代には女子器械体操で関東大会入賞経験している。ショークラブなどで、プロダンサーとして活躍した経験も持つ。体幹を活かした、その斬新なプレイスタイルはSM女王界のレベルの底上げに貢献した。
少女時代に、難病だった母親を亡くしている。本人も2008年に腸閉塞で緊急手術を受けている。
2001年頃から、プロのSM女王としてデビュー。
SMクラブ嬢、SMショークラブ嬢、フィッティシュバー嬢などを経て、2012年から主にフリーランスのSM女王として活躍している。アンダーグラウンド作品などに多く露出している他、ダンサー、パフォーマーなどとして幅広く活動。
最近のSNS[Twitter]等では、東京市街地の風景写真も多く投稿している。新たな芸術的センスを見い出した作品も多い。

## 出演作品

### 出版メディア
- SMスナイパー 6月号（ワイレア出版）　「極私的Mの時間」（2003年）
- MISTRESS DX Vol.14（司書房）　カラー特集企画（2004年）
- スナイパーEVE Vol.19（ワイレア出版）　「極私的Mの時間 reloded」（2004年）
- 実体験告白誌 マニア倶楽部10（三和出版）　「Goand play at the AM dub」（2005年）
- MISTRESS Vol.96（司書房）　表紙　巻頭カラーグラビア（2005年）
- スナイパーEVE Vol.20（ワイレア出版）　カラー特集企画（2006年）
- DVD女王様バイブル Vol.20（三和出版）　北川プロの研究（2006年）
- SMスキッパー 「体験取材XP」（2006年）
- ニャンニャン倶楽部マニアックス Vol.21（コアマガジン）（2006年）
- ドキュメント写真集「俺達のストリップ物語」川上譲治（データハウス）（2006年）
- 夜遊び隊 9月号（メディアックス）　「SM嬢の館」グラビア（2006年）
- スナイパーEVE Vol.27（ワイレア出版）　「縄師×ミストレスによるSM談義　春樹の部屋第7回」（2008年）
- マニア倶楽部5月号　緊縛排泄特集（三和出版）（2008年）
- SMスキッパー 「体験取材XP」（2008年）
- SMスキッパー 「体験取材XP」（2008年）
- スナイパーEVE 33号（ワイレア出版）「ミストレスの肖像」インタビュー松沢呉一（2009年）
- アサヒ芸能（徳間書店）「元気が出るセックス」　SM部門　（2011年4月26日）
- 月刊実話時報ゴールデン12月号（竹書房）「紳士の夜遊びSMを極める インタビュー」（2013年11月14日）
- SMニャン2倶楽部マニアックスvol.49（コアマガジン）「アブ世界の女たち ロングインタビュー」（2013年11月25日）

### ムービー・DVD・映像メディア
- SM PLAY LIVE 「夕樹七瀬女王様」ムービー配信（2005年）
- 北川プロ「あるMの告白　悦虐の園」DVD（2006年）
- SMクィーンロード Vol.39　「夕樹七瀬　Act.1」ムービー配信（2006年）
- SMクィーンロード Vol.40　「夕樹七瀬　Act.2」ムービー配信（2006年）
- スタイルアート　「夕樹七瀬　女神のマゾドルSM調教」DVD Video（2006年）
- SMクィーンロード Vol.19　「夕樹七瀬」DVD Video（2007年）
- 天神ファナティクス　「BDSM RUBBER PLAY」DVD Video（2007年）
- ワイレア出版「channelQ Lesson8」DVD Video（2008年）
- 北川プロ「変幻麗女／主演　夕樹七瀬」ムービー配信（2008年）
- Modern Freaks Inc.トークショー「メリー・セックスマス」ゲスト出演 Naked Loft ／ USTREAM配信（2010年）
- BS スカパー241ch「BAZOOKA!!!」生放送ゲスト出演（2012年6月25日）
- 映画「R100」 出演（2013年10月5日 松本人志監督 ワーナー・ブラザース）
- 東京MXテレビ「武井壮しらべ 誰もやらなきゃオレがやる!!」 出演（2014年8月29日）

### ショー＆ライブパフォーマンス
- DX歌舞伎町　M女調教（2005年）
- DX歌舞伎町　2人M男調教（2006年）
- DX歌舞伎町　M女調教（2006年）
- ロック座「浜劇」「美的SＭ」　調教ショー（2007年）
- EMPRESS　3周年記念　調教ショー（2007年）
- GarageBand Users Clud　GaraFes‘07 SM Liveショー（2007年）
- モード・エ・バロック　M女調教（2007年）
- ロック座「浜劇」「美的SＭ」　調教ショー（2007年）
- 大阪九条OS「美的SＭ」　調教ショー（2007年）
- モード・エ・バロック　M女調教（2007年）
- 大阪九条OS「美的SＭ」　調教ショー（2008年）
- ロック座「浜劇」「美的SＭ」　調教ショー（2008年）
- TORTURE GARDEN Japan presents “WET DREAM”キラキラアジテーション（2009年）
- モード・エ・バロック　キラキラセクシーナイト　プロデュース（2009年）
- DX歌舞伎町　観客調教（2009年）
- TORTURE GARDEN Japan,Libido M&J,Tokyo Perve合同,FETISH HALLOWEEN BALL キラキラアジテーション（2009年）
- 渋谷道玄坂OFLOOR　レセプションイベントパフォーマンス（2009年）
- TORTURE GARDEN JAPAN PRESENTS 'NIGHT MARE!' キラキラアジテーション（2010年2月）
- DX歌舞伎町　観客調教（2010年3月）
- ARCADIA TOKYO 1st Anniversary　【TOKYO ULTIMANIA】ゲストショー（2010年8月）
- DX歌舞伎町　ペアショー（2010年9月11日）
- DX歌舞伎町　観客調教（2010年9月14日）
- デパートメントH　夕樹七瀬女王様ショー（2010年12月4日）
- DX歌舞伎町　キラキラ観客ガチ調教ショー（2011年3月8〜9日）
- DX歌舞伎町　M女調教ショー（2011年3月18日）
- ARCADIA TOKYO　夕樹七瀬ナイト☆（腸ウハウハキラキラセクシーナイト）（2011年7月1日）
- UNDER CONSTRUCTION シークレットパーティーSMペアショー（2012年2月10日）
- DX歌舞伎町　キラキラ観客ガチ調教ショー（2012年3月30日）
- 六本木フラミンゴバー　キラキラセクシーナイト　プロデュース（2012年7月1日）
- 夕樹七瀬ファン感謝祭☆ファンの集い　ディザイア（2012年7月28日）
- ARCADIA TOKYO３周年　ゲストショー（2012年8月5日）
- DX歌舞伎町　キラキラ観客ガチ調教ショー（2012年9月21・22日）
- 四谷アウトブレイク　乙女の謝恩会　キラキラ観客ガチ調教ショー（2012年9月24日）
- 新宿クラブアクシス　キラキラセクシーナイト　プロデュース（2012年12月2日）
- 千紫万紅　キラキラ観客ガチ調教ショー（2012年12月8日）
- フェティッシュクリスマス　六本木オペラ　NIGHT MARE!　キラキラアジテーション（2012年12月15日）
- Powered by ソフト・オン・デマンド ～Mid Finger～ キラキラアジテーション（2012年12月31日-2013年1月1日）
- ブラックデカダンス　夕樹七瀬ブース出店 セクシー神社セクシー神輿アジテーション（2013年2月16日）
- DX歌舞伎町　女王様M女調教ショー（2013年3月26日）
- DX歌舞伎町　キラキラ観客ガチ調教ショー（2013年3月29日）
- 阿佐ヶ谷ロフト「下１グランプリ」準優勝（2013年6月20日）
- 蕨ミニ劇場　キラキラ観客ガチ調教ショー（2013年6月23日）
- 新大久保bto　キラキラセクシーナイト　プロデュース（2013年7月7日）
- ARCADIA TOKYO 4st Anniversary　【TOKYO ULTIMANIA】ゲストショー　キラキラアジテーション（2013年8月4日）
- マーキスTOKYO１５周年　新宿ロフトプラスワン　キラキラ観客ガチ調教ショー
- DX歌舞伎町　キラキラ観客ガチ調教ショー（2013年9月30日）
- 渋谷ディザイア　蕾火闘病応援チャリティーイベント　キラキラチャリティー調教ショー（2013年10月20日）
- 蕨ミニ劇場　キラキラ観客ガチ調教ショー（2014年1月12日）
- 新宿シアタープー　女王様の毒えん会　キラキラ観客調教ショー（2014年1月19日）
- ユリイカ１０周年後夜祭　夕樹七瀬女王様ショー（2014年2月9日）
- DX歌舞伎町　キラキラ観客ガチ調教ショー（2014年2月9日）
- アルカディア大阪11周年　夕樹七瀬女王様ショー（2014年4月20日）
- 新宿 nest　キラキラセクシーナイト　プロデュース（2014年7月6日）
- ARCADIA TOKYO 5th Anniversary　【TOKYO ULTIMANIA】ゲストショー キラキラアジテーション（2014年8月3日）
- DX歌舞伎町　キラキラ観客ガチ調教ショー（2014年9月19日）
- 新宿歌舞伎町 Bar MAJESTIC オープニングゲストショー　七瀬2：50（2014年9月20日）